# 1999 WW7
1999 WW7 är en asteroid i huvudbältet som upptäcktes den 29 november 1999 av den kroatiska astronomen Korado Korlević vid Višnjan-observatoriet.